# Cappadocia
Cappadocia (/kæpəˈdoʊʃə/; also Capadocia; tiếng Hy Lạp: Καππαδοκία, Kappadokía, from tiếng Old Persian: Katpatuka, tiếng Armenia: Կապադովկիա, Kapadovkia, tiếng Thổ Nhĩ Kỳ: Kapadokya) là một khu vực lịch sử ở Trung Anatolia, phần lớn tại các tỉnh Nevşehir, Kayseri, Kırşehir, Aksaray và Niğde, Thổ Nhĩ Kỳ.
Theo Herodotus, trong cuộc nổi dậy Ionia năm 499 TCN, người Cappadocia được cho là chiếm một vùng từ dãy núi Taurus đến vùng lân cận của Euxine gần biển Đen. Lúc này Cappadocia giới hạn ở phía nam bởi dãy núi Taurus ngăn cách nó với Cilicia, về phía đông bởi thượng nguồn sông Euphrates, tới phía bắc Pontus, phía tây đến Lycaonia và phía đông đến Galatia.
Tên theo truyền thống có nguồn gốc Kitô giáo trong suốt lịch sử tiếp tục được sử dụng như một khái niệm du lịch quốc tế để xác định một khu vực kỳ quan thiên nhiên đặc biệt, đặc biệt là các "ống khói cổ tích", một di sản lịch sử và văn hóa độc đáo.

## Tên nguyên
Bản ghi chép sớm nhất về tên của Cappadocia có từ cuối thế kỷ thứ 6 trước Công nguyên, khi nó xuất hiện trong các bản khắc song ngữ của hai vị vua đầu tiên nhà Achaemenes là Darius I và Xerxes, đó là một trong những quốc gia (Ba Tư cổ dahyu-) của Đế quốc Ba Tư. Trong các bản thảo này thì tên tiếng Ba Tư cổ của nó là Katpatuka. Người ta cho rằng, Kat-patuka xuất phát từ tiếng Luwian có nghĩa là "Quốc gia thấp". Nghiên cứu sau đó cho thấy rằng, katta có nghĩa là "xuống, bên dưới" dành riêng cho người Hittite, trong khi tương đương với nó trong tiếng Luwian là zanta. Do đó, việc sửa đổi gần đây của nghiên cứu này gắn với tiếng Hittite katta peda- nghĩa là "vị trí phía dưới", như một điểm khởi đầu cho sự phát triển của tên địa phương Cappadocia. Nguồn gốc trước đó từ Hu-aspa-dahyu "vùng đất của những con ngựa tốt" khó có thể chấp nhận được với ngữ âm Kat-patuka. Một số từ nguyên khác cũng đã được đưa ra trong quá khứ.

## Du lịch hiện đại
Khu vực này là một địa điểm du lịch nổi tiếng và phổ biến, vì nó có nhiều khu vực với địa chất độc đáo, tính năng lịch sử và văn hóa.
Khu vực này nằm về phía tây nam của thành phố lớn Kayseri, có tuyến hàng không và đường sắt nối với Ankara và Istanbul.
Các khu vực Cappadocia là phần lớn có nền là đá trầm tích được hình thành trong các hồ, suối, và trữ lượng ignimbrite phu trào từ các núi lửa phun trào thởi cổ đại khoảng 3-9 triệu năm trước, trong thế Miocen muộn để thế Pliocen. Các tầng đá của Cappadocia gần Göreme bị xói mòn vào hàng trăm cột đá ngoạn mục với hình dạng giống như tháp. Các khối đá núi lửa mềm và người dân của các làng ở trung tâm của vùng Cappadocia khắc vào để tạo thành nhà ở, nhà thờ và tu viện. Göreme trở thành một trung tâm tu viện giữa 300-1200 CN.
Giai đoạn đầu tiên của khu định cư tại Göreme là từ thời kỳ La Mã. Các giáo đường Koç Yusuf, Ortahane, Durmus Kadir và Bezirhane ở Göreme, nhà ở và nhà thờ được khắc vào đá ở Uzundere, các thung lũng Bağıldere và Zemi là tất cả các địa điểm mang dấu ấn lịch sử mà chúng ta có thể thấy ngày nay. Bảo tàng ngoài trời Göreme là địa điểm được khách tham quan nhiều nhất trong các cộng đồng tu viện ở Cappadocia (xem nhà thờ Göreme, Thổ Nhĩ Kỳ) và là một trong những địa danh nổi tiếng nhất ở miền trung Thổ Nhĩ Kỳ. Khu phức hợp chứa hơn 30 đá nhà thờ và nhà nguyện được chạm khắc, một số trong số họ có những bức bích họa tuyệt vời bên trong, có niên đại từ 9 đến thế kỷ 11.